# Státní ústav radiační ochrany
Státní ústav radiační ochrany, v. v. i. (zkratka SÚRO) je veřejná výzkumná instituce, jejíž hlavní činnosti je výzkum ochrany před ionizujícím zářením, včetně zajištění infrastruktury tohoto výzkumu, a to v oblastech bezpečnostního výzkumu, výzkumu radiační monitorovací sítě a výzkumu expozic umělým zdrojům ionizujícího záření (zejména z jaderných zařízení), výzkumu lékařské expozice a výzkumu expozice přírodním zdrojům radioaktivního záření.

## Historie
Státní ústav radiační ochrany (SÚRO) byl založen v roce 1995. SÚRO byl do roku 2011 rozpočtovou organizací zřízenou rozhodnutím předsedy SÚJB ze dne 26. 5. 1995 s účinností od 1. 7. 1995. Převážná část ústavu vznikla delimitací z Centra hygieny záření Státního zdravotního ústavu (SZÚ) v Praze, na jehož dlouholetou činnost navazuje. Základními funkcemi SÚRO jsou zajištění odborné, metodické, vzdělávací, informační a výzkumné činnosti související s výkonem státní správy v ochraně před ionizujícím zářením na území České republiky. Obsah činnosti je podrobně upraven statutem z 15. 11. 1995, který vychází z úloh státu jako garanta přiměřené radiační ochrany. Ředitel ústavu byl přímo podřízen předsedovi SÚJB, který jej jmenuje a odvolává. Od 1. 1. 2011 se SÚRO stal veřejnou výzkumnou institucí.

## Činnost
Hlavní činnosti SÚRO lze rozdělit do několika oblastí:
- monitorování obsahu a distribuce umělých radionuklidů v životním prostředí a v potravních řetězcích v souvislosti s provozem jaderně-energetických zařízení, problematika vnitřní kontaminace;
- lékařské expozice, tj. používání zdrojů ionizujícího záření v radiodiagnostice a radioterapii; včetně zajištění činnosti;
- přírodní zdroje, tj. sledování a hodnocení ozáření obyvatelstva z přírodních radionuklidů (zejména radonu) a hodnocení radiačních rizik.

## Organizační schéma ústavu[2]

### Ředitel Mgr. Aleš Froňka Ph.D.
- Rada SÚRO
- Dozorčí rada SÚRO
- Akreditované zkušební laboratoře
- Akreditovaná kalibrační laboratoř

### Úsek ředitele
- Poradní orgány ředitele
- Oddělení informačních a komunikačních technologií
- Organizační odbor

### Úsek náměstka pro ekonomiku a provoz
- náměstkyně pro ekonomiku a provoz Ing. Miroslava Oliveriusová
- Ekonomický odbor
  - Ekonomické oddělení
  - Oddělení správy majetku
- Technické oddělení
- Personální oddělení

### Úsek náměstka pro výzkum a vývoj
- náměstek pro výzkum a vývoj Ing. Marie Davídková, CSc.
- Oddělení radiačních rizik
- Oddělení finančního řízení výzkumu
- Výzkumné týmy

### Úsek náměstka pro radiační ochranu
náměstek pro radiační ochranu Ing. Pavel Fojtík
- Odbor monitorování (vedoucí odboru monitorování RNDr. Petr Rulík)
  - Oddělení spektrometrie
  - Oddělení radiochemie
  - Oddělení vnitřní kontaminace

- Odbor lékařských expozic (vedoucí odboru lékařských expozic Ing. Ivana Horáková, CSc.)
  - Laboratoř dozimetrie rentgenového a gama záření
  - Oddělení radiační ochrany v radiodiagnostice
  - Oddělení radiační ochrany v radioterapii

- Odbor přírodních zdrojů (vedoucí odboru přírodních zdrojů Ing. Ivana Fojtíková)
  - Oddělení radonového průzkumu budov
  - Oddělení pro radon a NORM
  - Oddělení radonové a thoronové laboratoře

- Odbor havarijní připravenosti (vedoucí odboru havarijní připravenosti Ing. Irena Češpírová)
  - Oddělení SVZ a analytické expertní skupiny
  - Oddělení mobilní skupiny

- Odbor dozimetrie (vedoucí Oddělení dozimetrie Ing. Daniela Ekendahl)
  - Oddělení aplikované luminiscenční dozimetrie
  - Oddělení fyzikální a biologické dozimetrie

- Odbor průřezových činností (vedoucí odboru RNDr. Zdeněk Rozlívka)
  - Pobočka Hradec Králové (vedoucí pobočky Ing. Zdeněk Borecký)
    - Oddělení dozimetrie a radiochemie
    - Oddělení informačních a komunikačních technologií
    - Oddělení radonového průzkumu budov

  - Pracoviště Ústí nad Labem
  - Pobočka Ostrava (vedoucí pobočky RNDr. Ivana Ženatá)
    - Oddělení radiodiagnostiky a spektrometrie
    - Oddělení radiochemie

  - Pobočka České Budějovice (vedoucí pobočky Mgr. Jiří Vokálek)
    - Oddělení spektrometrie a radiochemie
    - Pracoviště monitorování umělých radionuklidů Brno (Brno, tř. Kpt. Jaroše 5)
    - Pracoviště Plzeň (Plzeň, Klatovská tř.200f)

### Úsek náměstka pro jadernou bezpečnost
náměstek pro jadernou bezpečnost Ing. Miroslav Hrehor
- Odbor výzkumu a hodnocení jaderné bezpečnosti (vedoucí odboru Ing. Marek Ruščák)
  - Oddělení analýz jaderné bezpečnosti
  - Oddělení hodnocení jaderné bezpečnosti

- Odbor podpory výkonu státního dozoru nad jadernou bezpečností (vedoucí odboru Ing. Luboš Pelikán )
  - Oddělení podpory kontrol jaderných zařízení (vedoucí oddělení Ing. Jan Kolář)
  - Oddělení podpory výkonu státního dozoru (vedoucí oddělení Ing. Miroslav Mařík)
  - Oddělení podpory SÚJB v oblasti RAO (vedoucí oddělení Ing. Jitka Mikšová)